# Collégien (Seine-et-Marne)
Pour les articles homonymes, voir Collégien.
Collégien est une commune française située dans le département de Seine-et-Marne, en région Île-de-France.
De relativement faible superficie, sa position en proche banlieue parisienne la rend cependant assez densément peuplée.

## Géographie

### Localisation
La commune est située à environ 2,9 km  par la route au sud-est de Torcy,.

### Communes limitrophes
| Torcy             |           | Bussy-Saint-Martin          |
|                   | Collégien | Bussy-Saint-Georges         |
| Croissy-Beaubourg |           | Ferrières-en-Brie Pontcarré |

### Géologie et relief
L'altitude de la commune varie de 82 mètres à 116 mètres pour le point le plus haut, le centre du bourg se situant à environ 104 mètres d'altitude (mairie). Elle est classée en zone de sismicité 1, correspondant à une sismicité très faible.

### Hydrographie

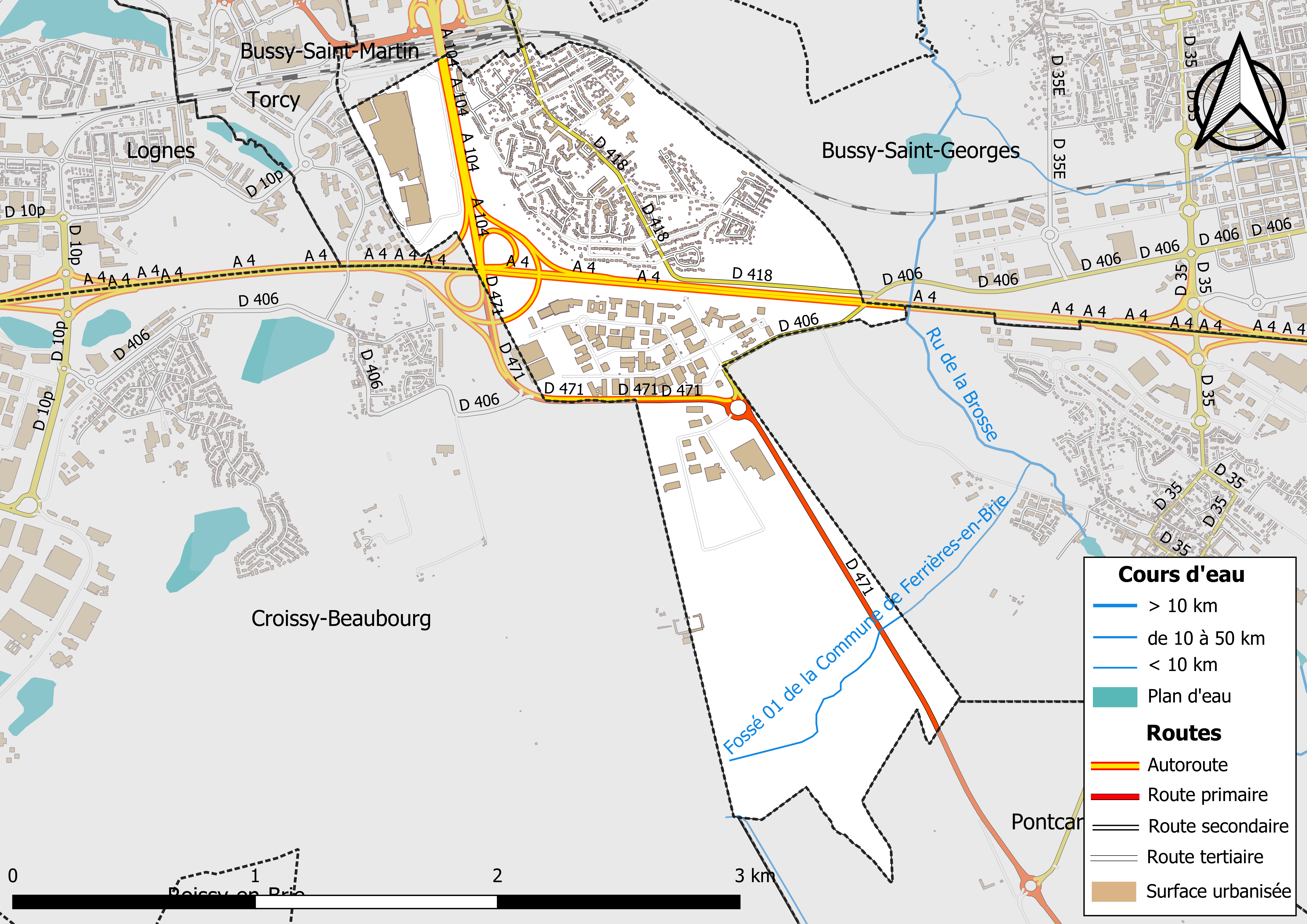
Carte des réseaux hydrographique et routier de Collégien.

Le réseau hydrographique de la commune se compose de deux cours d'eau référencés :
- le fossé 01 de la commune de Ferrières-en-Brie, long de 1,90 km, à la limite sud-est de la commune[4] qui s’ouvre sur l’espace naturel du ru de la Brosse[5] ;
- le canal 01 de la Commune de Pontcarré, long de 2,18 km[6], conflue avec le Morbras.

La longueur totale des cours d'eau sur la commune est de 1,18 km.

### Climat
Pour des articles plus généraux, voir Climat de l'Île-de-France et Climat de Seine-et-Marne.
En 2010, le climat de la commune est de type climat océanique dégradé des plaines du Centre et du Nord, selon une étude du CNRS s'appuyant sur une série de données couvrant la période 1971-2000. En 2020, Météo-France publie une typologie des climats de la France métropolitaine dans laquelle la commune est exposée à un climat océanique altéré et est dans la région climatique Sud-ouest du bassin Parisien, caractérisée par une faible pluviométrie, notamment au printemps (120 à 150 mm) et un hiver froid (3,5 °C).
Pour la période 1971-2000, la température annuelle moyenne est de 11 °C, avec une amplitude thermique annuelle de 14,9 °C. Le cumul annuel moyen de précipitations est de 711 mm, avec 10,9 jours de précipitations en janvier et 7,8 jours en juillet. Pour la période 1991-2020, la température moyenne annuelle observée sur la station météorologique la plus proche, située sur la commune de Torcy à 2 km à vol d'oiseau, est de 12,1 °C et le cumul annuel moyen de précipitations est de 716,4 mm,. Pour l'avenir, les paramètres climatiques de la commune estimés pour 2050 selon différents scénarios d'émission de gaz à effet de serre sont consultables sur un site dédié publié par Météo-France en novembre 2022.
| Mois                                  | jan.            | fév.           | mars          | avril         | mai            | juin          | jui.           | août           | sep.          | oct.            | nov.            | déc.            | année      |
| ------------------------------------- | --------------- | -------------- | ------------- | ------------- | -------------- | ------------- | -------------- | -------------- | ------------- | --------------- | --------------- | --------------- | ---------- |
| Température minimale moyenne (°C)     | 2,2             | 2,3            | 4             | 6,1           | 9,6            | 12,7          | 14,6           | 14,2           | 11,2          | 8,8             | 5,1             | 2,9             | 7,8        |
| Température moyenne (°C)              | 4,8             | 5,6            | 8,3           | 11,2          | 14,6           | 18            | 20,1           | 19,8           | 16,3          | 12,8            | 8,1             | 5,5             | 12,1       |
| Température maximale moyenne (°C)     | 7,4             | 8,9            | 12,6          | 16,2          | 19,7           | 23,2          | 25,6           | 25,5           | 21,5          | 16,8            | 11,1            | 8               | 16,4       |
| Record de froid (°C) date du record   | −12,6 07.01.09  | −11,4 07.02.12 | −8,6 01.03.05 | −3,3 06.04.21 | 0,4 07.05.1997 | 2,8 04.06.01  | 6,6 13.07.1993 | 5,8 28.08.1998 | 2 30.09.18    | −3,4 30.10.1997 | −9,7 24.11.1998 | −9,6 29.12.1996 | −12,6 2009 |
| Record de chaleur (°C) date du record | 17,3 05.01.1999 | 20,9 27.02.19  | 26,2 31.03.21 | 28,8 20.04.18 | 31,6 27.05.05  | 36,6 27.06.11 | 42,1 25.07.19  | 39,7 11.08.03  | 35,7 08.09.23 | 28,7 02.10.11   | 21,9 07.11.15   | 17,8 07.12.00   | 42,1 2019  |
| Précipitations (mm)                   | 57,2            | 53,2           | 52,5          | 50            | 71,3           | 57,6          | 60,5           | 66,1           | 53,3          | 60,5            | 59,5            | 74,7            | 716,4      |

### Milieux naturels et biodiversité

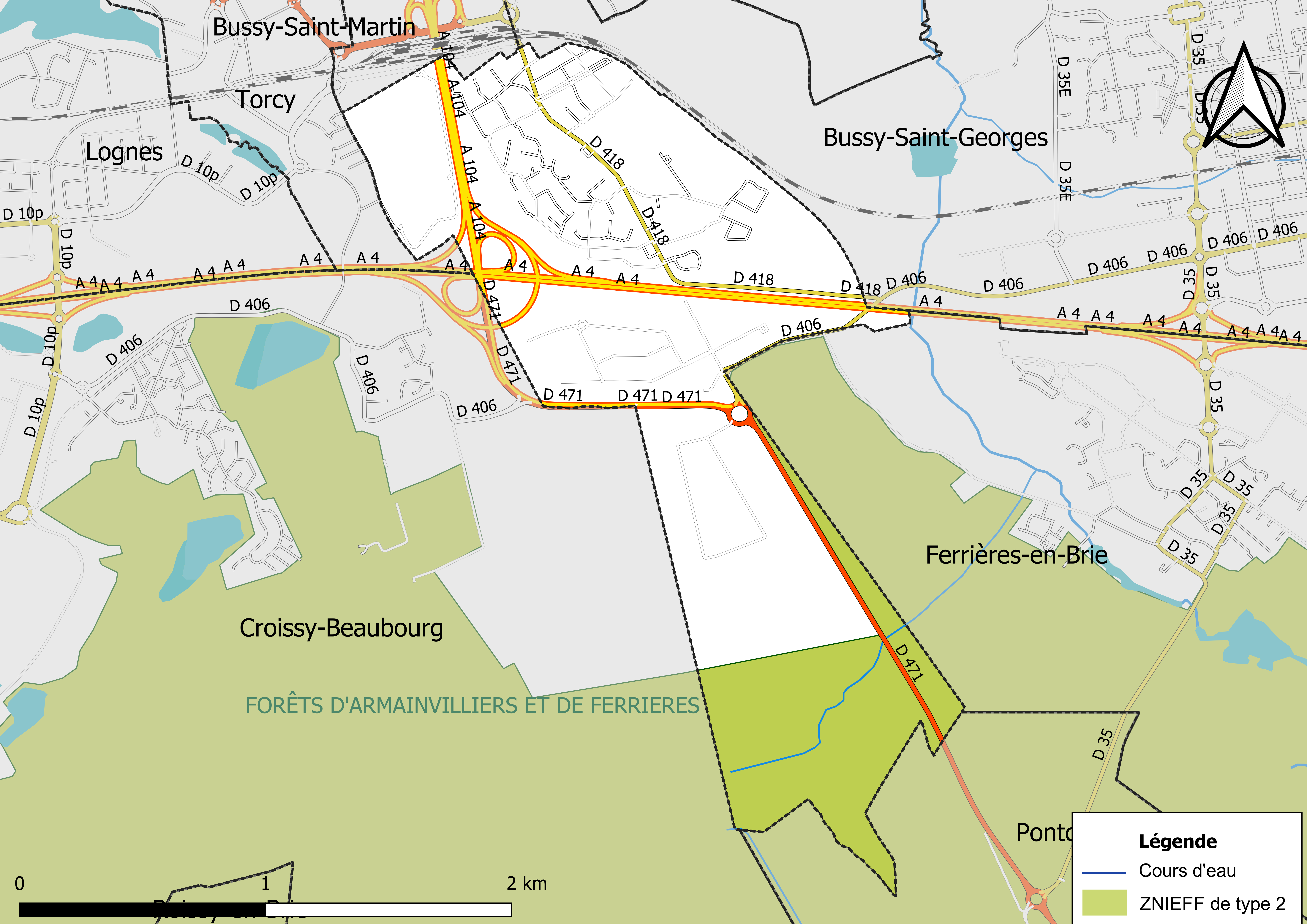
Carte des ZNIEFF de type 2 localisées sur la commune.

L’inventaire des zones naturelles d'intérêt écologique, faunistique et floristique (ZNIEFF) a pour objectif de réaliser une couverture des zones les plus intéressantes sur le plan écologique, essentiellement dans la perspective d’améliorer la connaissance du patrimoine naturel national et de fournir aux différents décideurs un outil d’aide à la prise en compte de l’environnement dans l’aménagement du territoire.
Le territoire communal de Collégien comprend une ZNIEFF de type 2,, les « forêts d'Armainvilliers et de Ferrières » (5 682,94 ha), couvrant 12 communes du département.

## Urbanisme

### Typologie
Au 1er janvier 2024, Collégien est catégorisée ceinture urbaine, selon la nouvelle grille communale de densité à sept niveaux définie par l'Insee en 2022.
Elle appartient à l'unité urbaine de Paris, une agglomération inter-départementale regroupant 407  communes, dont elle est une commune de la banlieue,,. Par ailleurs la commune fait partie de l'aire d'attraction de Paris, dont elle est une commune de la couronne,. Cette aire regroupe 1 929 communes,.

### Lieux-dits et écarts
La commune compte 18 lieux-dits administratifs répertoriés consultables ici dont le Ru de la Brosse, le Péage, Bois des Pucelles (source : le fichier Fantoir).

### Occupation des sols
L'occupation des sols de la commune, telle qu'elle ressort de la base de données européenne d’occupation biophysique des sols Corine Land Cover (CLC), est marquée par l'importance des territoires artificialisés (55,9 % en 2018), en augmentation par rapport à 1990 (40,9 %). La répartition détaillée en 2018 est la suivante : 
zones industrielles ou commerciales et réseaux de communication (31,3% ), forêts (27,2% ), zones urbanisées (24,6% ), terres arables (16,8 %).
Parallèlement, L'Institut Paris Région, agence d'urbanisme de la région Île-de-France, a mis en place un inventaire numérique de l'occupation du sol de l'Île-de-France, dénommé le MOS (Mode d'occupation du sol), actualisé régulièrement depuis sa première édition en 1982. Réalisé à partir de photos aériennes, le Mos distingue les espaces naturels, agricoles et forestiers mais aussi les espaces urbains (habitat, infrastructures, équipements, activités économiques, etc.) selon une classification pouvant aller jusqu'à 81 postes, différente de celle de Corine Land Cover,,. L'Institut met également à disposition des outils permettant de visualiser par photo aérienne l'évolution de l'occupation des sols de la commune entre 1949 et 2018.

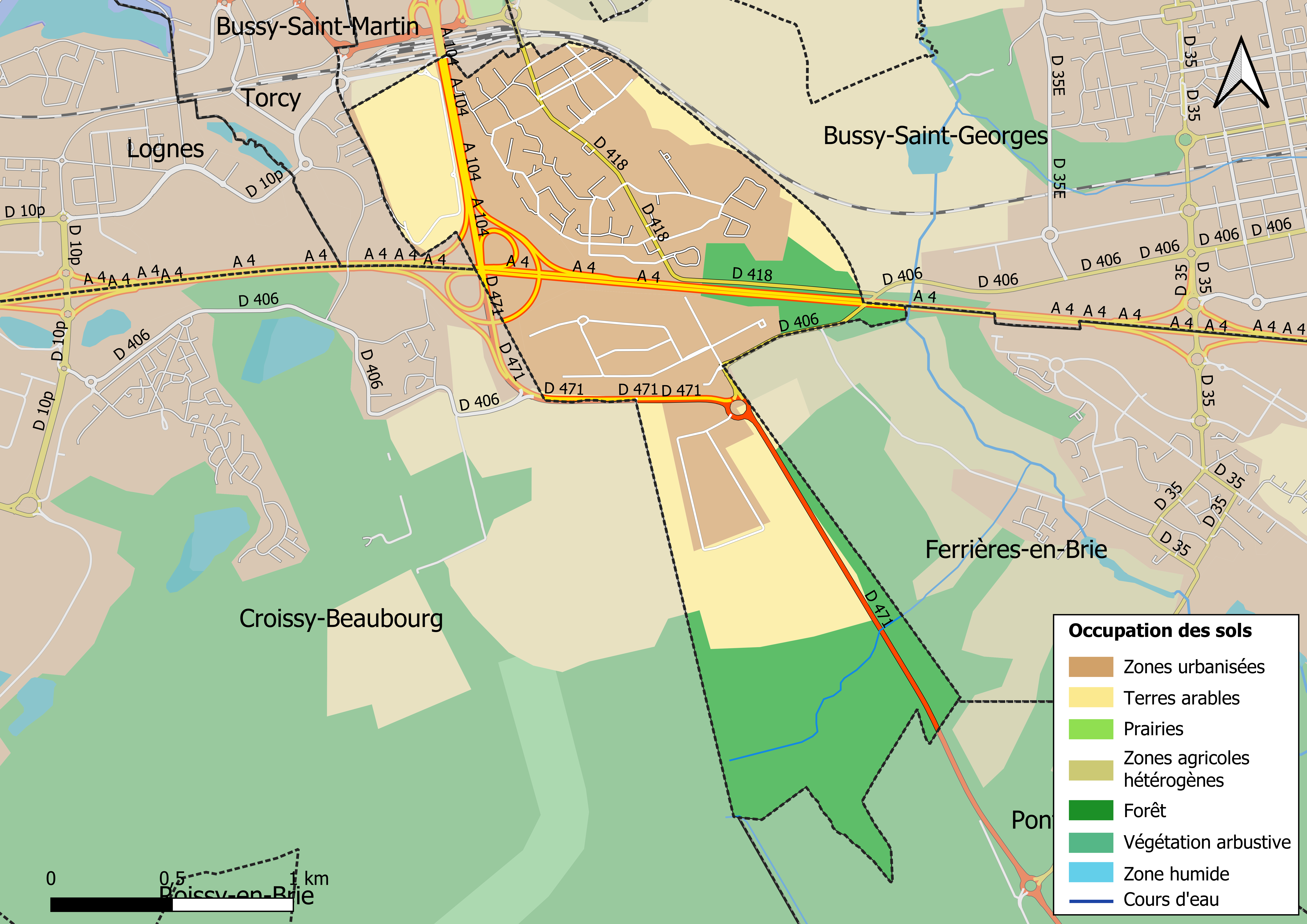
Carte des infrastructures et de l'occupation des sols en 2018 (CLC) de la commune.
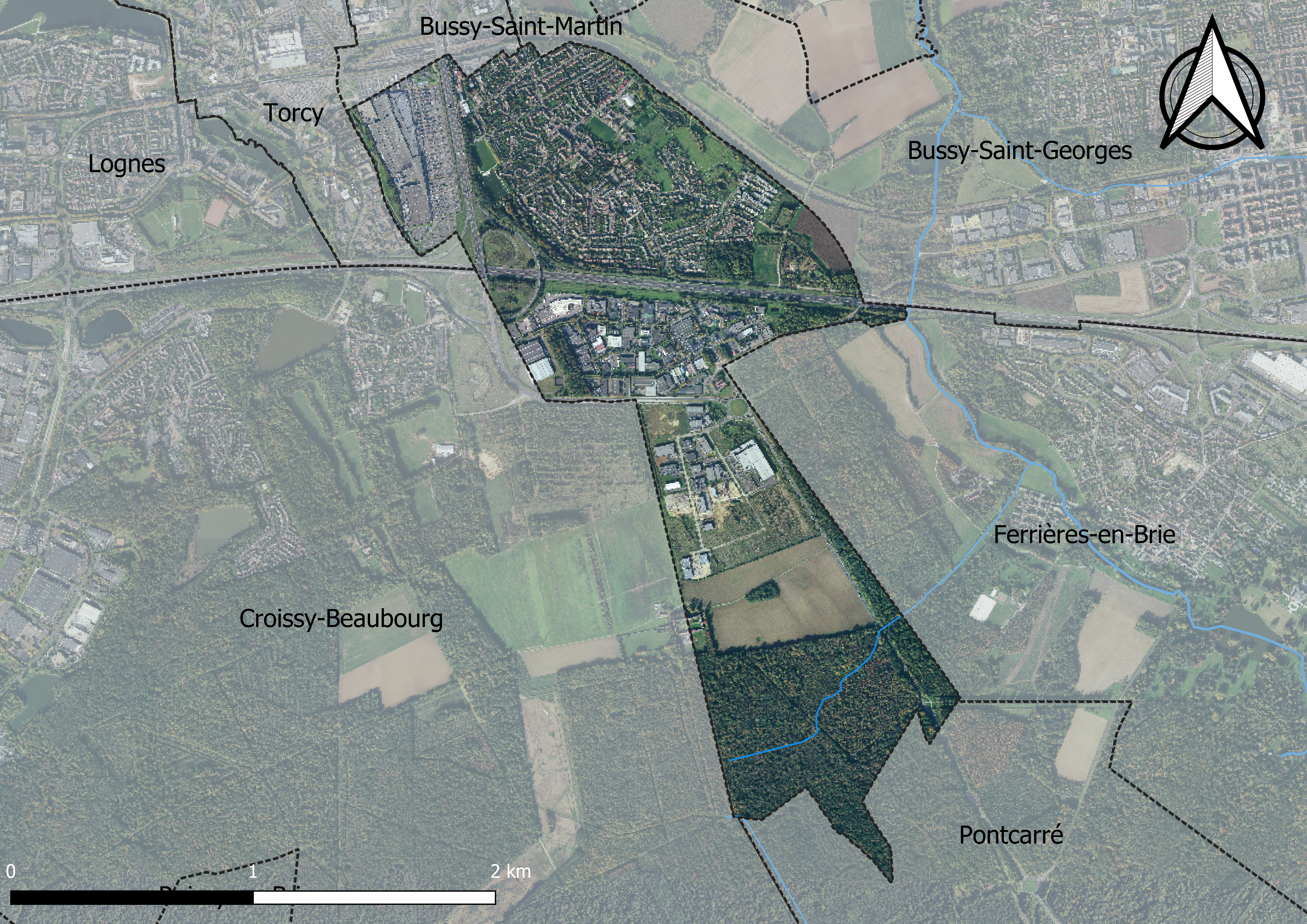
Carte orhophotogrammétrique de la commune.

### Planification
La loi SRU du 13 décembre 2000 a incité les communes à se regrouper au sein d’un établissement public, pour déterminer les partis d’aménagement de l’espace au sein d’un SCoT, un document d’orientation stratégique des politiques publiques à une grande échelle et à un horizon de 20 ans et s'imposant aux documents d'urbanisme locaux, les PLU (Plan local d'urbanisme). La commune est dans le territoire du SCOT Marne, Brosse et Condoire, approuvé en février 2013 et dont la révision a été lancée en 2017 par la Communauté d'Agglomération de Marne et Gondoire.
La commune disposait en 2019 d'un plan local d'urbanisme approuvé. Le zonage réglementaire et le règlement associé peuvent être consultés sur le Géoportail de l'urbanisme.

### Logement
En 2014, le nombre total de logements dans la commune était de 1 256 (dont 69,7 % de maisons et 30,1 % d’appartements).
Parmi ces logements, 96,6 % étaient des résidences principales, 0,3 % des résidences secondaires et 3,1 % des logements vacants.
La part des ménages propriétaires de leur résidence principale s’élevait à 66,3 % contre 32,4 % de locataires.
La part de logements HLM loués vides (logements sociaux) était de 23 %.

### Voies de communication et transports

#### Voies de communication
La commune est au centre d’un réseau d’infrastructures : A4 au sud et A104 à l’ouest.

#### Transports
Collégien est desservie par :
- Les lignes 13 (Gare de Torcy - Ozoir RER) et 46 (Gare de Torcy - Gare du Val d'Europe) du réseau de bus de Marne-la-Vallée ;
- La gare de Torcy, desservie par les trains du RER A, située à 1,5 kilomètre, (4 minutes) ;
- La gare SNCF de Vaires - Torcy, desservie par les trains de la ligne P du Transilien située à 6,6 kilomètres, (18 minutes).

## Toponymie

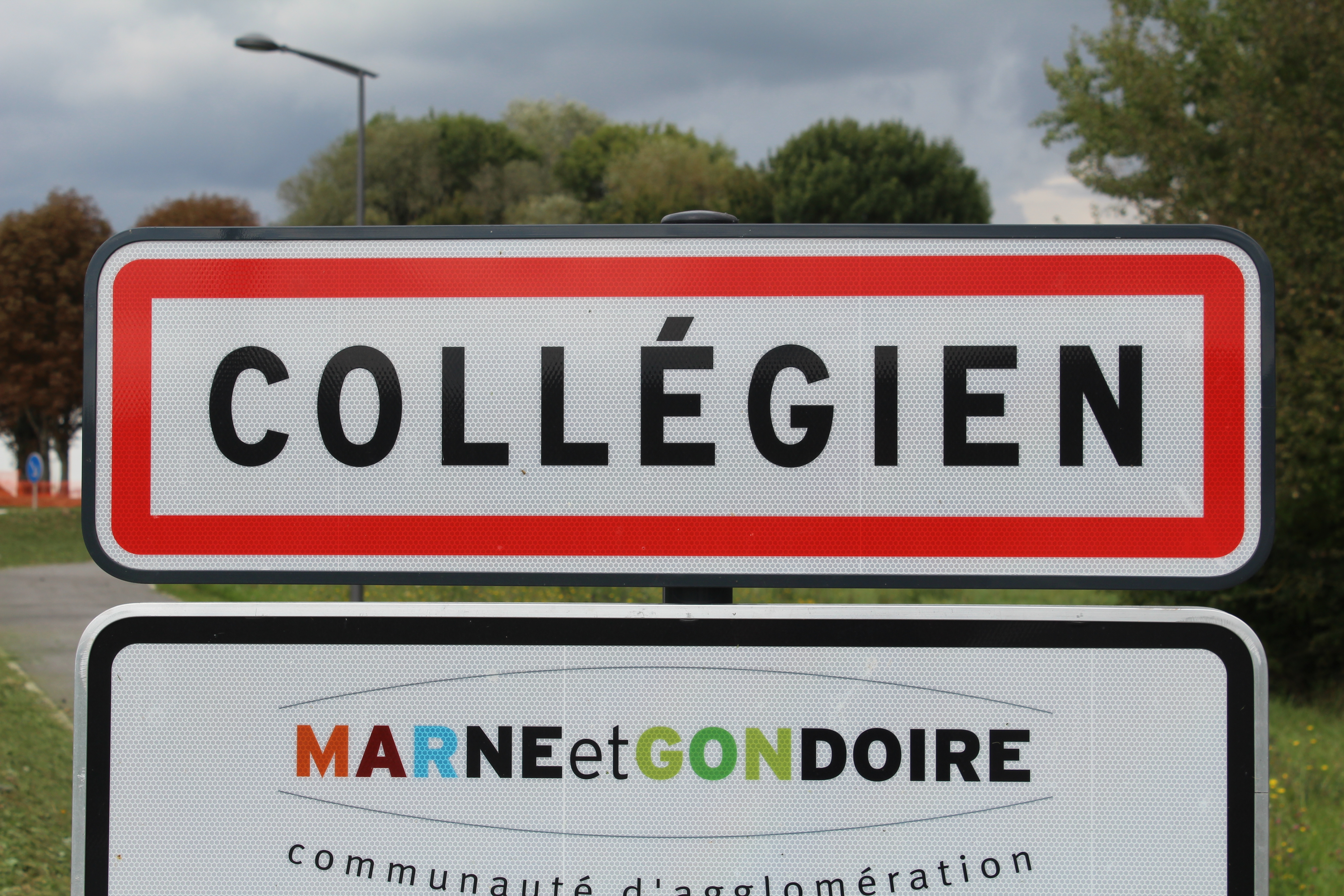
Panneau d'entrée.

Le nom de la localité est mentionné sous les formes Villa que Curlogen nominatur en 1197 ; In pago Parisiensi, Corlogen et Ecclesia de Collo Longen au XIIe siècle ; Colegien en 1209 ; Collegio en 1265 ; Curatus de Collegeyo en 1352 ; College en 1507 ; Collegien en Brye en 1518 ; Collegien en Brie en 1666.

## Politique et administration
Collégien fait partie du secteur III de la ville nouvelle de Marne-la-Vallée et est membre de la Communauté d'agglomération de Marne et Gondoire.

### Tendances politiques et résultats

#### Élections nationales
- Élection présidentielle de 2017[37]: 50,94 % pour Emmanuel Macron (REM), 20,06 % pour Marine Le Pen (FN), 78,49 % de participation.

### Liste des maires
| Période                                  | Période    | Identité                    | Étiquette | Qualité |
| ---------------------------------------- | ---------- | --------------------------- | --------- | --- |
| Les données manquantes sont à compléter. |            |                             |           | |
| 1874                                     | 1876       | Profit                      |           | |
| 1876                                     | 1884       | Adolphe Cailliot            |           | Maçon |
| 1884                                     | 1904       | Léon Lenoir                 |           | Cutlivateur |
| 1904                                     | 1945       | Léon Cart                   |           | |
| mai 1945                                 | mars 1971  | Albert George               |           | |
| mars 1971                                | mars 1983  | Michel Piperel              |           | |
| mars 1983                                | juin 1995  | Lucien Zmuda                |           | |
| juin 1995                                | avril 2014 | Michel Chartier (1946-2015) | PS        | Ingénieur général honoraire des Ponts et Chaussées, maire honoraire Président de la CA de Marne et Gondoire (2001 → 2015) Chevalier de la Légion d'honneur |
| avril 2014                               | En cours   | Marc Pinoteau               | PS        | Secrétaire d'un service de santé 9e vice-président de la CA de Marne et Gondoire Réélu pour le mandat 2020-2026                                            |

## Équipements et services

### Eau et assainissement
L’organisation de la distribution de l’eau potable, de la collecte et du traitement des eaux usées et pluviales relève des communes. La loi NOTRe de 2015 a accru le rôle des EPCI à fiscalité propre en leur transférant cette compétence. Ce transfert devait en principe être effectif au 1er janvier 2020, mais la loi Ferrand-Fesneau du 3 août 2018 a introduit la possibilité d’un report de ce transfert au 1er janvier 2026,.

#### Assainissement des eaux usées
En 2020, la gestion du service d'assainissement collectif de la commune de Collégien est assurée par le SIA de Marne-la-Vallée (SIAM) pour le transport. Ce service est géré en délégation par une entreprise privée, dont le contrat arrive à échéance le 31 décembre 2025,,.
La station d'épuration Equalia est quant à elle gérée par le SIA de Marne-la-Vallée (SIAM) qui a délégué la gestion à une entreprise privée, VEOLIA, dont le contrat arrive à échéance le 31 décembre 2020,.
L’assainissement non collectif (ANC) désigne les installations individuelles de traitement des eaux domestiques qui ne sont pas desservies par un réseau public de collecte des eaux usées et qui doivent en conséquence traiter elles-mêmes leurs eaux usées avant de les rejeter dans le milieu naturel. La communauté d'agglomération Marne et Gondoire (CAMG) assure pour le compte de la commune le service public d'assainissement non collectif (SPANC), qui a pour mission de vérifier la bonne exécution des travaux de réalisation et de réhabilitation, ainsi que le bon fonctionnement et l’entretien des installations. Cette prestation est déléguée à la Société Française de Distribution d’Eau (SFDE), dont le contrat arrive à échéance le 31 décembre 2025,.

#### Eau potable
En 2020, l'alimentation en eau potable est assurée par le SMAEP de la région de Lagny-sur-Marne qui en a délégué la gestion à l'entreprise Veolia, dont le contrat expire le 1er janvier 2026,,.

## Population et société

### Démographie
L'évolution du nombre d'habitants est connue à travers les recensements de la population effectués dans la commune depuis 1793. Pour les communes de moins de 10 000 habitants, une enquête de recensement portant sur toute la population est réalisée tous les cinq ans, les populations de référence des années intermédiaires étant quant à elles estimées par interpolation ou extrapolation. Pour la commune, le premier recensement exhaustif entrant dans le cadre du nouveau dispositif a été réalisé en 2005.

En 2022, la commune comptait 3 332 habitants, en évolution de −2,34 % par rapport à 2016 (Seine-et-Marne : +3,92 %, France hors Mayotte : +2,11 %).
| 1793 | 1800 | 1806 | 1821 | 1831 | 1836 | 1841 | 1846 | 1851 |
| ---- | ---- | ---- | ---- | ---- | ---- | ---- | ---- | ---- |
| 139  | 148  | 140  | 138  | 146  | 133  | 162  | 149  | 137  |

| 1856 | 1861 | 1866 | 1872 | 1876 | 1881 | 1886 | 1891 | 1896 |
| ---- | ---- | ---- | ---- | ---- | ---- | ---- | ---- | ---- |
| 154  | 160  | 159  | 165  | 179  | 159  | 168  | 141  | 162  |

| 1901 | 1906 | 1911 | 1921 | 1926 | 1931 | 1936 | 1946 | 1954 |
| ---- | ---- | ---- | ---- | ---- | ---- | ---- | ---- | ---- |
| 162  | 153  | 174  | 157  | 153  | 139  | 146  | 126  | 176  |

| 1962 | 1968 | 1975 | 1982 | 1990  | 1999  | 2005  | 2006  | 2010  |
| ---- | ---- | ---- | ---- | ----- | ----- | ----- | ----- | ----- |
| 215  | 264  | 281  | 818  | 2 331 | 2 983 | 3 165 | 3 191 | 3 145 |

| 2015  | 2020  | 2022  | - | - | - | - | - | - |
| ----- | ----- | ----- | - | - | - | - | - | - |
| 3 418 | 3 339 | 3 332 | - | - | - | - | - | - |

### Événements
- Brocante annuelle : Collégien dans la rue (fin septembre) ;
- Nombreuses manifestations culturelles (pièces de théâtre, concerts...).

## Économie

### Revenus de la population et fiscalité
Le nombre de ménages fiscaux en 2013 était de 1 208 (dont 76,3 % sont imposés) représentant 3 459 personnes et la médiane du revenu disponible par unité de consommation de 23 965 €.

### Emploi
En 2014, le nombre total d’emploi dans la zone était de 2 747, occupant 1 607 actifs résidants (salariés et non salariés).
Le taux d’activité de la population âgée de 15 à 64 ans s'élevait à 78,2 % contre un taux de chômage (au sens du recensement) de 10,6 %. Les inactifs se répartissent de la façon suivante : étudiants et stagiaires non rémunérés 9,5 %, retraités ou préretraités 8 %, autres inactifs 4,3 %.

### Entreprises et commerces
En 2015, le nombre d’établissements actifs était de 463 dont 1 dans l’agriculture-sylviculture-pêche, 42 dans l'industrie, 28 dans la construction, 370 dans le commerce-transports-services divers et 22 étaient relatifs au secteur administratif.
Cette même année, 25 entreprises ont été créées, dont 16 par des auto-entrepreneurs.

### Centre commercialBay 2

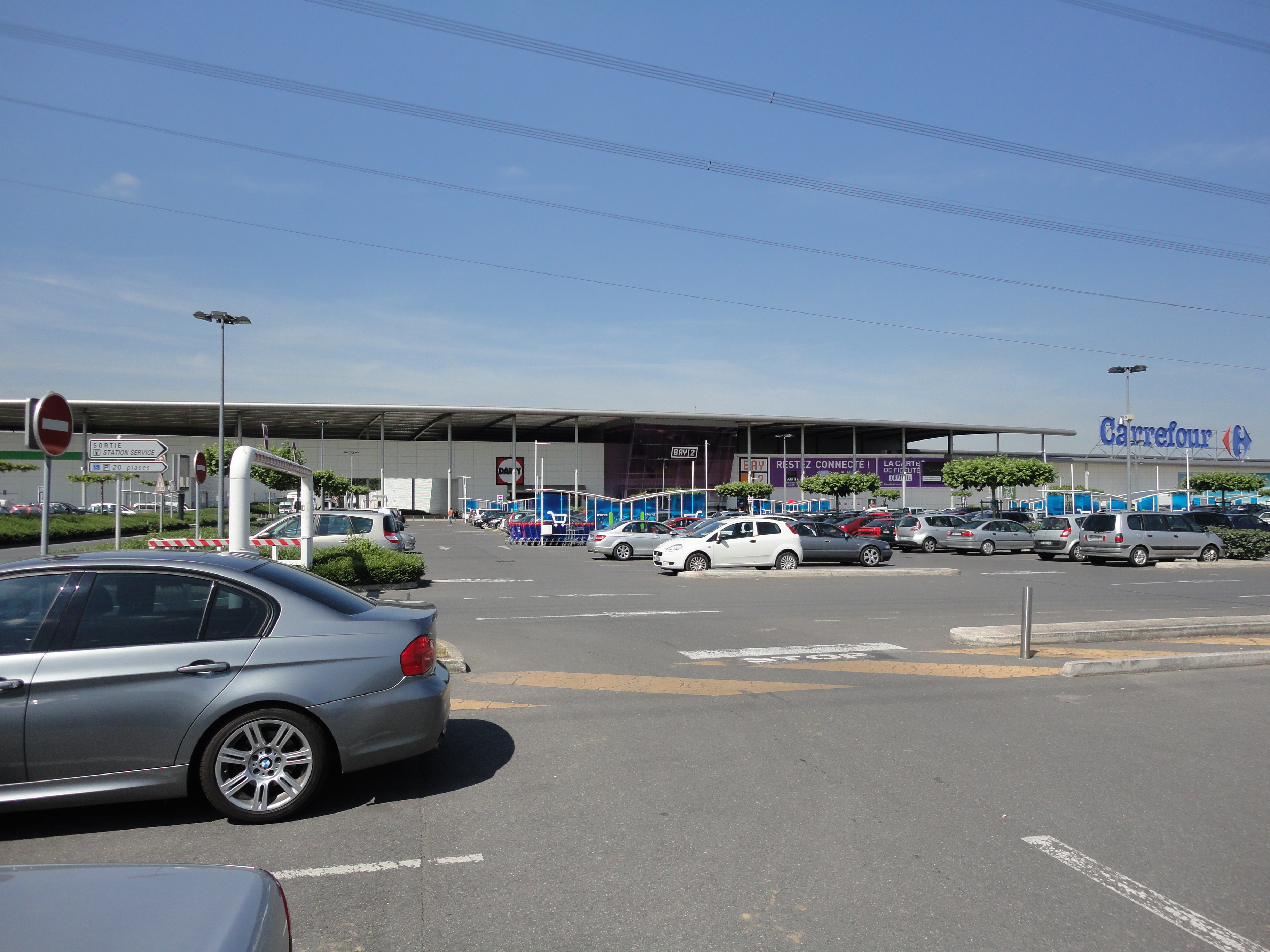
Le centre commercial Bay 2.

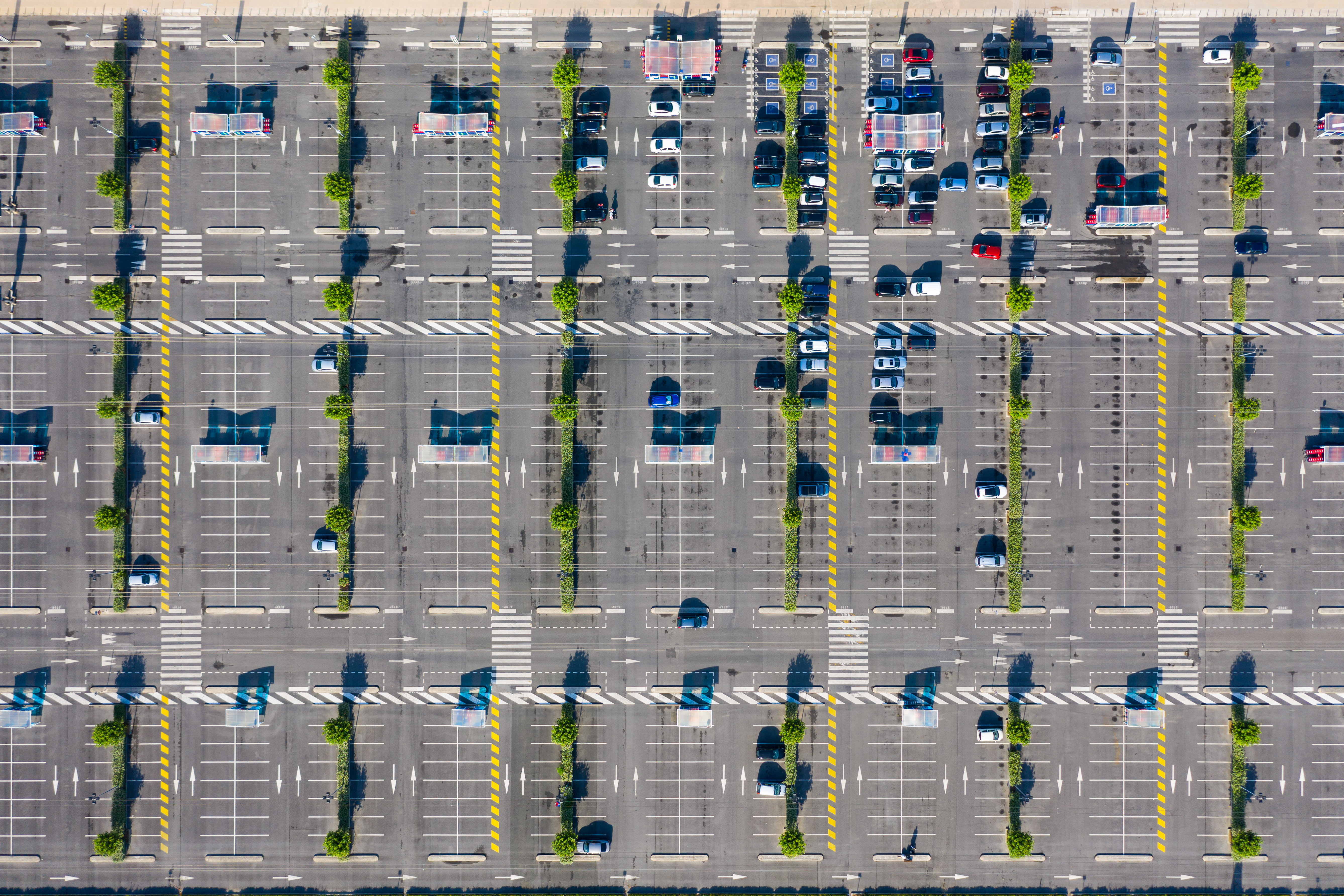
Un parking du centre commercial Bay 2 à Collégien. Juillet 2019.

À la suite de la fusion des groupes Carrefour et Promodès en 1999, le magasin Continent de la commune voisine de Torcy adopte le 23 août 2000 comme tous les autres hypermarchés de France, l'enseigne Carrefour. Dès 1997, pour faire face à la concurrence des centres commerciaux voisins (Arcades de Noisy-le-Grand et Val d'Europe), BEG, Carrefour, les communes de Torcy et de Collégien, l'Epamarne, le S.A.N. du Val-Maubuée et le Conseil Général décident de déménager le centre commercial quelques centaines de mètres plus loin, sur un terrain de 26 hectares situé au croisement de l'A4 et l'A104, et entièrement situé sur la commune de Collégien.  
Le centre commercial Bay 2 ouvre le 19 février 2003 et la moitié des trente commerçants du Carrefour se transfèrent dans les nouveaux locaux. Les autres revendent leur bail au groupe CEFIC, le promoteur de l'opération. Conçu par l'architecte Jean-Guy Farnoux, c'est un centre de plain-pied s'étirant sur 600 m de long. Une toiture courbe en aile d'avion relie les deux bâtiments principaux en un ensemble unique.  Doté de quatre entrées, Bay 2 abrite sur plus de 68 000 m2 un hypermarché Carrefour, un magasin de bricolage, un de jouets et une galerie marchande de 110 autres commerces comprenant notamment deux magasins de jeux vidéo, cinq de vêtements, un d'électroménager, deux parfumeries, deux lieux de restauration, trois opticiens, un chocolatier ainsi qu'une station-service. Bay 2 possède un parking de 4 000 places dont 70 places réservées aux handicapés.
En avril 2011, les comédiens du spectacle Excalibur y organisent une joute pédestre entre deux chevaliers et des numéros de jonglages en costume d'époque pour promouvoir leur spectacle.

### ZAC des Portes de la Forêt
La ZAC se trouve au sud de l'agglomération.

### Secteurs d'activité

#### Agriculture
Collégien est dans la petite région agricole dénommée la « Brie boisée », une partie de la Brie autour de Tournan-en-Brie. En 2010, aucune orientation technico-économique de l'agriculture ne se dégage sur la commune.
Si la productivité agricole de la Seine-et-Marne se situe dans le peloton de tête des départements français, le département enregistre un double phénomène de disparition des terres cultivables (près de 2 000 ha par an dans les années 1980, moins dans les années 2000) et de réduction d'environ 30 % du nombre d'agriculteurs dans les années 2010. Cette tendance se retrouve au niveau de la commune où le nombre d’exploitations est passé de 4 en 1988 à 0 en 2010.
Le tableau ci-dessous présente les principales caractéristiques des exploitations agricoles de Collégien, observées sur une période de 22 ans : 
|                                      | 1988 | 2000 | 2010 |
| ------------------------------------ | ---- | ---- | ---- |
| Dimension économique,                |      |      |      |
| Nombre d’exploitations (u)           | 4    | 2    | 0    |
| Travail (UTA)                        | 4    | 3    | 0    |
| Surface agricole utilisée (ha)       | 211  | 194  | 0    |
| Cultures                             |      |      |      |
| Terres labourables (ha)              | 207  | s    | 0    |
| Céréales (ha)                        | 152  | s    |      |
| dont blé tendre (ha)                 | 85   | s    |      |
| dont maïs-grain et maïs-semence (ha) | 52   | s    |      |
| Tournesol (ha)                       | 0    | s    |      |
| Colza et navette (ha)                | s    | s    |      |
| Élevage                              |      |      |      |
| Cheptel (UGBTA)                      | 27   | 1    |      |

## Culture locale et patrimoine

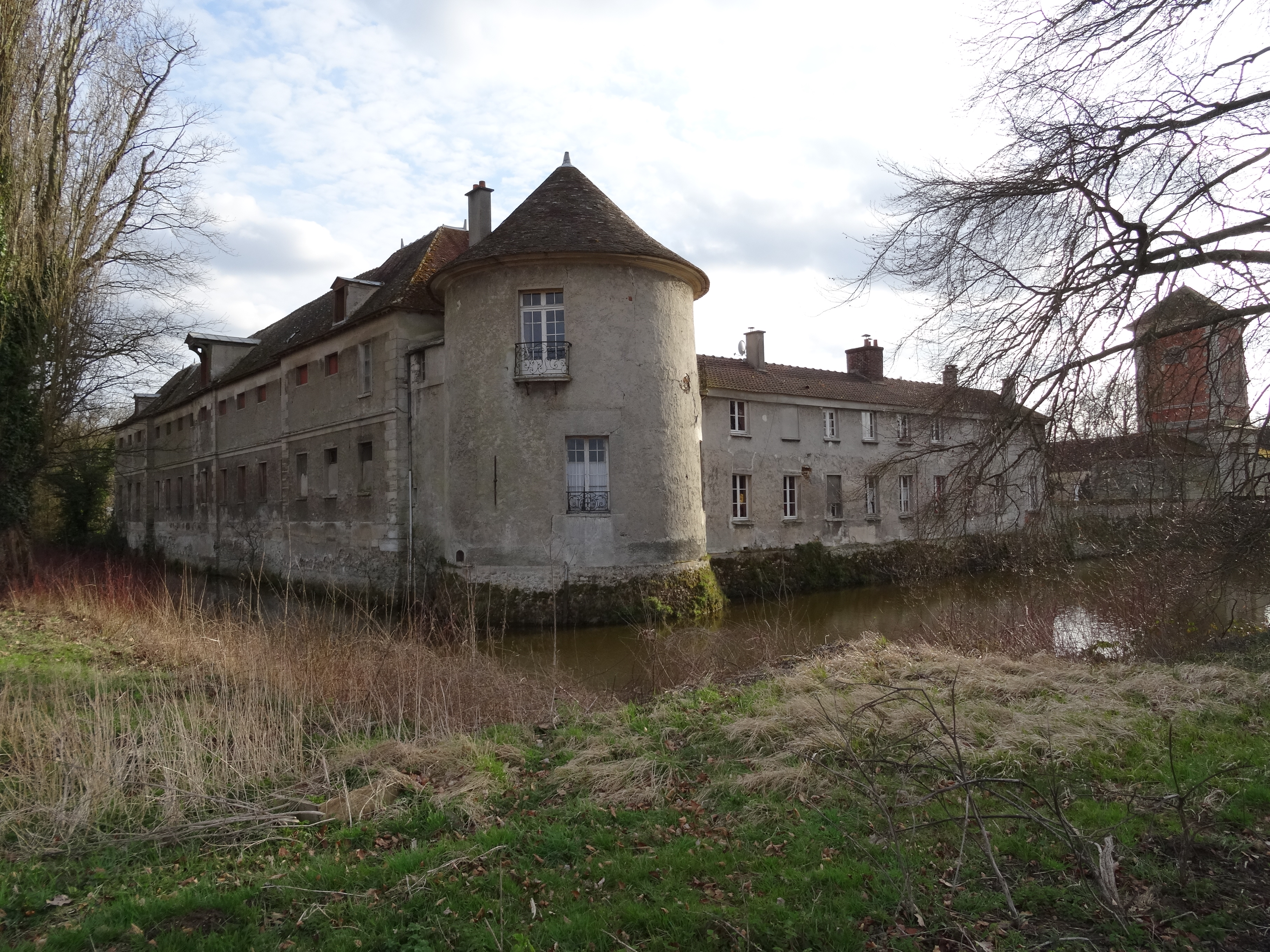
La ferme de Lamirault.

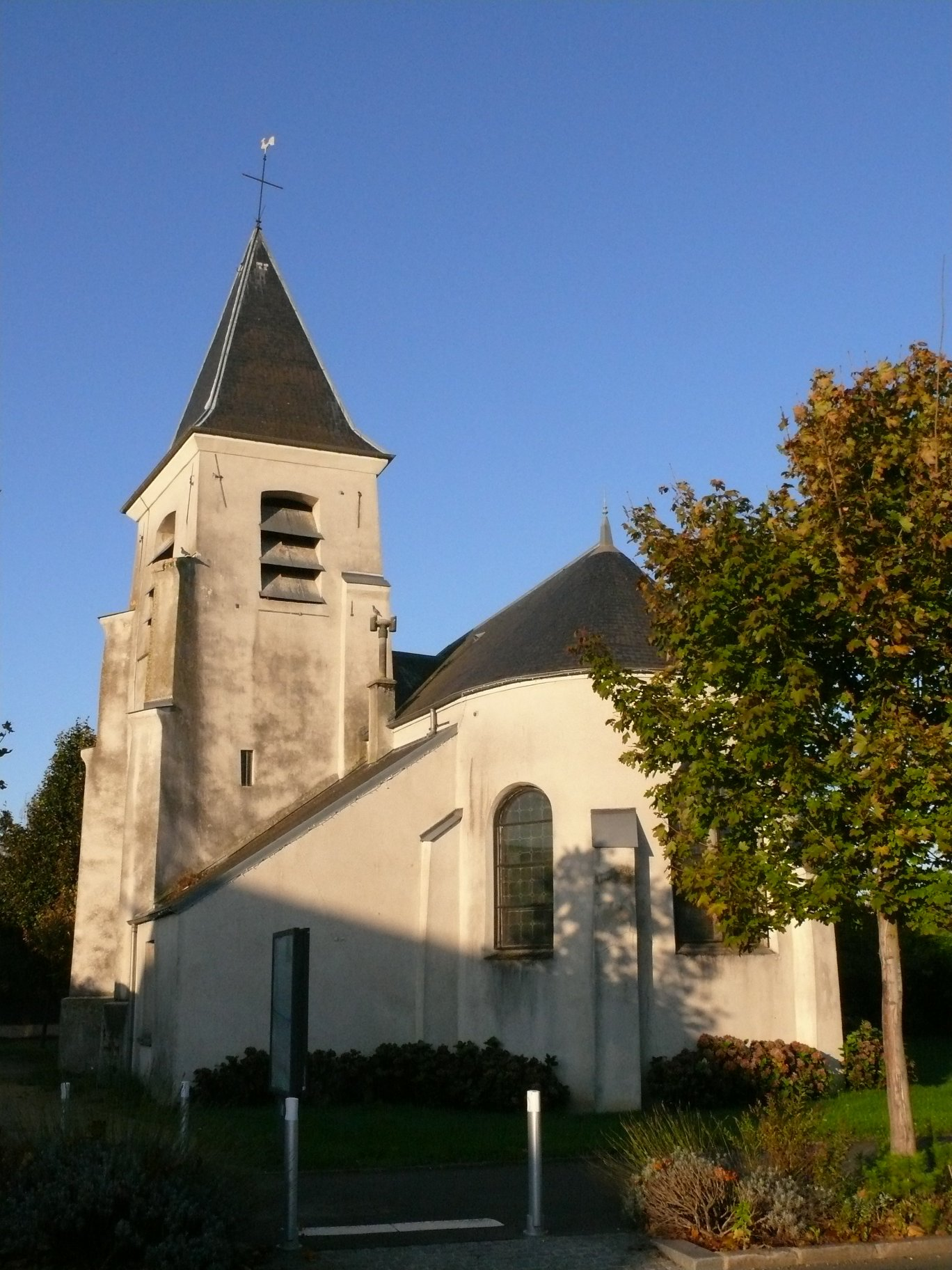
L'église Saint-Rémi - Cloche de l’église sonnant 17h Fichier:Collégien - Église Saint-Remi - 17h.ogg

### Lieux et monuments

#### Patrimoine bâti
- La ferme de Lamirault

Cette ferme fortifiée s'étend à la fois sur les communes de Collégien et de Croissy-Beaubourg.
Elle a la particularité d’être entourée de fossés, déjà mentionnés au XIVe siècle.
Maison seigneuriale au XVIIe siècle, Fouché en fait l'acquisition et transforme le château en ferme. L’édifice sera plus tard acquis par James de Rothschild.
L’édifice est inscrit au titre des monuments historiques.
- La ferme de Collégien

Cette ferme, aujourd’hui réhabilitée pour accueillir la mairie et des équipements, ancienne possession de l'abbaye de Montmartre, et certaines maisons rurales du centre-ville font partie du patrimoine bâti possédant un réel intérêt architectural.
- L’église Saint-Rémi

Elle a été entièrement rebâtie au XVIe siècle et restaurée à la fin du XIXe siècle.

#### Patrimoine naturel
Le site de la vallée de la Brosse est classé, afin de protéger les abords du château de Guermantes, mais pas sur la commune de Collégien. Cependant, une partie de cette vallée situé sur la commune forme un site inscrit à l’inventaire des monuments naturels et des sites en raison de son caractère historique et pittoresque.
De nombreux boisements et bosquets sont disséminés sur la commune, ils assurent un équilibre écologique et animent le paysage de par la diversité de leur importance, de leur forme et des essences qui les constituent.

### Personnalités liées à la commune
- Joseph Fouché (1759-1820), homme politique français, fut propriétaire de Lamirault.